# Jonathan Stark
Jonathan Stark (Medford, Oregón, 3 de abril de 1971) es un exjugador de tenis de los Estados Unidos. A lo largo de su carrera ganó dos títulos de Grand Slam en dobles (Roland Garros dobles masculinos en 1994 y Wimbledon dobles mixtos en 1995). Stark alcanzó el primer lugar del ranking de dobles en 1994.
Antes de ser profesional, Stark jugó al tenis para la Universidad de Stanford. Alcanzó la final de dobles de la Asociación Nacional Atlética Colegial o National Collegiate Athletic Association (NCAA por su siglas en inglés) en 1991, haciendo pareja con Jared Palmer.
Stark entró al profesionalismo en 1991. En 1992, ganó su primer título de dobles en Wellington. Su primer campeonato de alto nivel en individuales llegó en 1993 en Bolzano (venció a Cédric Pioline en la final).
En 1994, Stark ganó el título de dobles en Roland Garros, haciendo pareja con Byron Black (la pareja también fue finalista del Abierto de Australia en dicho año). Alcanzó su puesto más alto en el ranking de individuales en febrero de dicho año, al ser el 36.º del mundo. Al año siguiente, Stark ganó el título de dobles mixtos de Wimbledon, haciendo pareja con Martina Navratilova.
Stark ganó su segundo título de alto nivel en individuales en 1996 en Singapur (venció a Michael Chang en la final). 
En 1997, Stark ganó la final de dobles de la Tennis Masters Cup, haciendo pareja con Rick Leach.
El último título de dobles de la carrera de Stark fue el de Long Island en el 2001.
A lo largo de su carrera, Stark ganó 2 títulos de alto nivel en individuales y 19 en dobles. Durante su carrera acumuló 3 220 867 US$ en ganancias. Stark se retiró de las competencias en el 2001.

## Finales de Grand Slam

### Campeón Dobles (1)
| Año  | Torneo        | Pareja      | Oponentes en la final    | Resultado  |
| 1994 | Roland Garros | Byron Black | Jan Apell Jonas Björkman | 6-4 7-6(5) |

### Finalista Dobles (1)
| Año  | Torneo               | Pareja      | Oponentes en la final       | Resultado       |
| 1994 | Abierto de Australia | Byron Black | Jacco Eltingh Paul Haarhuis | 7-6 3-6 4-6 3-6 |

### Campeón Dobles Mixto (1)
| Año  | Torneo    | Pareja              | Oponentes en la final    | Resultado |
| 1995 | Wimbledon | Martina Navratilova | Gigi Fernández Cyril Suk | 6-4 6-4   |

## Títulos (19)
| Leyenda                |
| Grand Slam (1)         |
| Tennis Masters Cup (1) |
| Series Masters ATP (2) |
| Torneos ATP (15)       |

| Títulos por superficie |
| Dura(11)               |
| Tierra batida (3)      |
| Pasto (1)              |
| Moqueta (4)            |

| No. | Fecha                   | Torneo                                | Superficie    | Pareja            | Oponente en la final                | Resultado        |
| 1.  | 6 de enero de 1992      | Wellington, Nueva Zelanda             | Dura          | Jared Palmer      | Michiel Schapers Daniel Vacek       | 6-3, 6-3         |
| 2.  | 12 de octubre de 1992   | Sídney Indoor, Australia              | Dura          | Patrick McEnroe   | Jim Grabb Richey Reneberg           | 7-6, 6-3         |
| 3.  | 17 de mayo de 1993      | Coral Springs, Estados Unidos         | Tierra batida | Patrick McEnroe   | Paul Annacone Doug Flach            | 6-4, 6-3         |
| 4.  | 14 de junio de 1993     | Rosmalen, Holanda                     | Hierba        | Patrick McEnroe   | David Adams Andrei Olhovskiy        | 7-6, 1-6, 6-4    |
| 5.  | 4 de octubre de 1993    | Davidoff Swiss Indoors Basilea, Suiza | Dura          | Byron Black       | Brad Pearce David Randall           | 3-6, 7-5, 6-3    |
| 6.  | 11 de octubre de 1993   | Torneo de Toulouse Toulouse, Francia  | Dura          | Byron Black       | David Prinosil Udo Riglewski        | 7-5, 7-6         |
| 7.  | 25 de octubre de 1993   | BA-CA TennisTrophy Viena, Austria     | Tierra batida | Byron Black       | Mike Bauer David Prinosil           | 6-3, 7-6         |
| 8.  | 8 de noviembre de 1993  | Paris Masters París, Francia          | Moqueta       | Byron Black       | Tom Nijssen Cyril Suk               | 7-6, 6-4         |
| 9.  | 14 de febrero de 1994   | ATP Memphis Memphis, Estados Unidos   | Dura          | Byron Black       | Jim Grabb Jared Palmer              | 6-2, 6-4         |
| 10. | 6 de junio de 1994      | Roland Garros, París                  | Tierra batida | Byron Black       | Jan Apell Jonas Björkman            | 6-4, 7-6         |
| 11. | 1 de agosto de 1994     | Canada Masters Montreal, Canadá       | Dura          | Byron Black       | Patrick McEnroe Jared Palmer        | 7-6, 7-6         |
| 12. | 27 de febrero de 1995   | Filadelfia, EE. UU.                   | Moqueta       | Jim Grabb         | Jacco Eltingh Paul Haarhuis         | 7-6, 6-7, 6-3    |
| 13. | 17 de abril de 1995     | Tokio Tokyo Outdoor, Japón            | Dura          | Mark Knowles      | John Fitzgerald Anders Jarryd       | 7-5, 6-4         |
| 14. | 29 de mayo de 1995      | Bolonia, Italia                       | Tierra batida | Byron Black       | Libor Pimek Vince Spadea            | 7-5, 6-3         |
| 15. | 29 de abril de 1996     | Seúl, Corea del Sur                   | Dura          | Rick Leach        | Kent Kinnear Kevin Ullyett          | 6-4, 6-4         |
| 16. | 11 de noviembre de 1996 | Stockholm Open Estocolmo, Suecia      | Dura          | Patrick Galbraith | Todd Martin Chris Woodruff          | 7-6, 6-4         |
| 17. | 23 de noviembre de 1997 | Campeonato de Dobles, Hartford        | Moqueta       | Rick Leach        | Wayne Ferreira Yevgeny Kafelnikov   | 6-3, 6-4, 7-6(3) |
| 18. | 28 de agosto de 2000    | Long Island, Estados Unidos           | Dura          | Kevin Ullyett     | Jan-Michael Gambill Scott Humphries | 6-4, 6-4         |
| 19. | 27 de agosto de 2001    | Long Island, Estados Unidos           | Dura          | Kevin Ullyett     | Leoš Friedl Radek Štěpánek          | 6-1, 6-4         |